# Білокоровицька сільська рада
Білокоровицька сільська рада — орган місцевого самоврядування Білокоровицької сільської територіальної громади Коростенського району Житомирської області з розміщенням у с. Білокоровичі.

## Склад ради

### VIII скликання
Рада складається з 22 депутатів та голови.
25 жовтня 2020 року, на чергових місцевих виборах, було обрано 22 депутати ради, з них (за суб'єктами висування): самовисування — 11, «Наш край» — 7, Всеукраїнське об'єднання «Батьківщина» — 3 та «Ліва опозиція» — 1.
Головою громади обрали позапартійного самовисуванця Сергія Коцура, чинного Білокоровицького сільського голову.

### Перший склад ради громади (2016р.)
Рада складалася з 22 депутатів та голови.
18 грудня 2016 року, на перших виборах до ради територіальної громади, було обрано 22 депутати, з них (за суб'єктами висування): самовисування — 17, Всеукраїнське об'єднання «Батьківщина» — 4 та «Наш край» — 1.
Головою громади обрали позапартійного самовисуванця Сергія Коцура, директора Новобілокоровицького комунального підприємства.

### Керівний склад сільської ради
| ПІБ                        | Основні відомості                                                                                  | Суб'єкт висування | Дата обрання | Дата звільнення |
| -------------------------- | -------------------------------------------------------------------------------------------------- | ----------------- | ------------ | --------------- |
| Шибецький Микола Дмитрович | Сільський голова, 1961 року народження, освіта, безпартійний                                       |                   | 26.03.2006   | 31.10.2010      |
| Шибецький Микола Дмитрович | Сільський голова, 1961 року народження, освіта вища, член Всеукраїнського об'єднання «Батьківщина» |                   | 31.10.2010   |                 |
| Коцур Сергій Леонідович    | Сільський голова, 1967 року народження, освіта вища, безпартійний                                  | Самовисування     | 25.10.2020   |                 |

Примітка: таблиця складена за даними джерела

## Історія
Утворена 1923 року в складі с. Білокуровичі, колонії Дуброва та поселення залізничної станції Білокуровичі Білокуровицької волості Коростенського повіту Волинської губернії. 7 березня 1923 року була включена до складу новоутвореного Олевського району Коростенської округи. 8 вересня 1925 року кол. Дуброва увійшло до складу новоствореної Дубровської польської національної сільської ради. На 1 жовтня 1941 року в підпорядкуванні значився хутір Ворки.
Відповідно до інформації довідника «Українська РСР. Адміністративно-територіальний поділ», станом на 1 вересня 1946 року сільрада входила до складу Олевського району, на обліку в раді перебувало с. Білокоровичі, х. Ворки не перебував на обліку населених пунктів.
9 жовтня 1961 року селище залізничної станції Білокоровичі увійшло до складу новоствореної Новобілокоровицької селищної ради Олевського району. 27 жовтня 1965 року до складу ради було включене селище Бучмани Новобілокоровицької селищної ради, котре, від 18 липня 1983 року, увійшло до складу новоутвореної Бучманівської селищної ради Олевського району.
Станом на 1 січня 1972 року сільська рада входила до складу Олевського району Житомирської області, на обліку в раді перебували с. Білокоровичі та сел. Бучмани.
До 25 липня 2016 року — адміністративно-територіальна одиниця в Олевському районі Житомирської області з підпорядкуванням села Білокоровичі та площею території 48,53 км².

### Населення
Кількість населення ради, станом на 1923 рік, становила 3 685 осіб, кількість дворів — 575.
Кількість населення сільської ради, станом на 1924 рік, становила 3 205 осіб.
Згідно з переписом УРСР 1989 року чисельність наявного населення сільської ради становила 3 078 осіб, з яких 1468 чоловіків та 1639 жінок.
За переписом населення України 2001 року в сільській раді мешкало 2 520 осіб.

#### Мова
Розподіл населення за рідною мовою за даними перепису 2001 року:
| Мова       | Відсоток |
| ---------- | -------- |
| українська | 99,09 %  |
| російська  | 0,71 %   |
| вірменська | 0,12 %   |
| білоруська | 0,04 %   |